# Dresdener Mühle

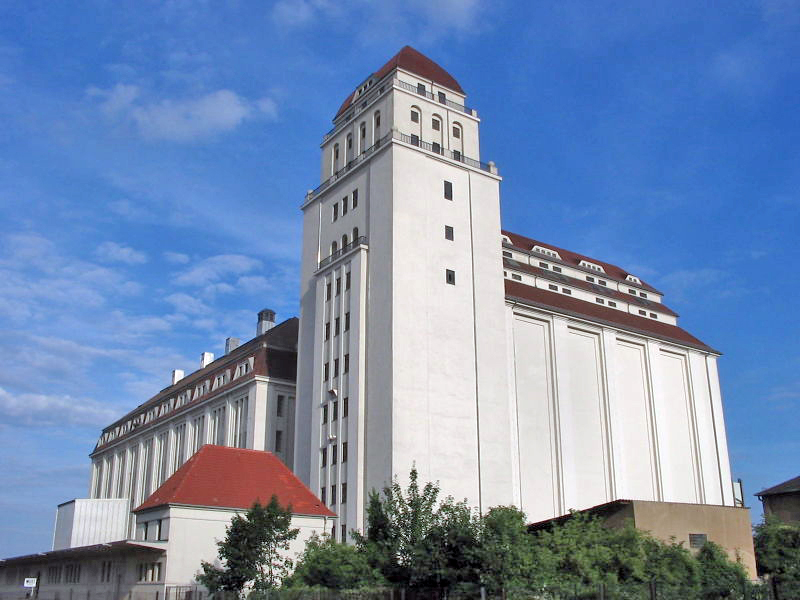
Dresdener Mühle

Die Dresdener Mühle (auch: „Bienert’sche Hafenmühle“) ist eine Getreidemühle am Alberthafen im Dresdner Stadtteil Friedrichstadt.

## Bis 1945
Die Mühle wurde von 1912 bis 1914 nach Plänen des Architekturbüros Lossow und Kühne für das Unternehmen von Erwin und Theodor Bienert als Eisenbetonkonstruktion errichtet. Grund für den Neubau war der geplante Ausbau einer Strecke der Königlich Sächsischen Staatseisenbahnen, wodurch die Erweiterungsmöglichkeiten der Bienertmühle Dresden-Plauen auf deren Gelände stark eingeschränkt würde. Da zu diesem Zeitpunkt bereits Getreide aus Übersee importiert wurde, lag der Standort am Hafen nahe.
Zum Zeitpunkt ihrer Eröffnung war die Hafenmühle eine der modernsten Mühlen Deutschlands. So hatte die Hafenmühle ein mechanisches System für den Transport der Körner und den Mahlvorgang, welches manuelle Eingriffe im Normalfall überflüssig machte. Als modernen Brandschutz gab es Sprinkleranlagen und elektrische Brandmelder.
Der Siloturm der Mühle ist 63 Meter hoch.

## Nach 1945
Im Zweiten Weltkrieg wurde die Mühle kaum zerstört. Schon 1945 konnte der Mahlbetrieb wieder aufgenommen werden. Die Mühle wurde in der DDR zunächst privat geführt.
1958 wurde aus der Mühle ein Betrieb mit staatlicher Beteiligung. Im Zuge der Umstrukturierung der DDR-Wirtschaft wurde sie 1972 wie alle großen Unternehmen in Volkseigentum überführt. Damit gehörte die Mühle zum VEB Mühlenwerke Dresden als Betrieb II. 1984 erhielt die Mühle eine neue technische Anlage.
1990 erfolgte die Reprivatisierung und die Gründung der „Dresdener Mühlen GmbH“. Seit 1991 gehörte die Dresdener Mühle zur PMG Premium Mühlen Gruppe, die 2014 an Bindewald und Gutting kam. 2003 wurde die Dresdner PMG-Tochter in „Dresdener Mühlen KG“ umfirmiert. Bei Bindewald und Gutting agiert sie wieder als GmbH und nutzt mit der „Saalemühle Alsleben GmbH“ die Marke „Saalemühle+Dresdener Mühle“.

## Aktuelles

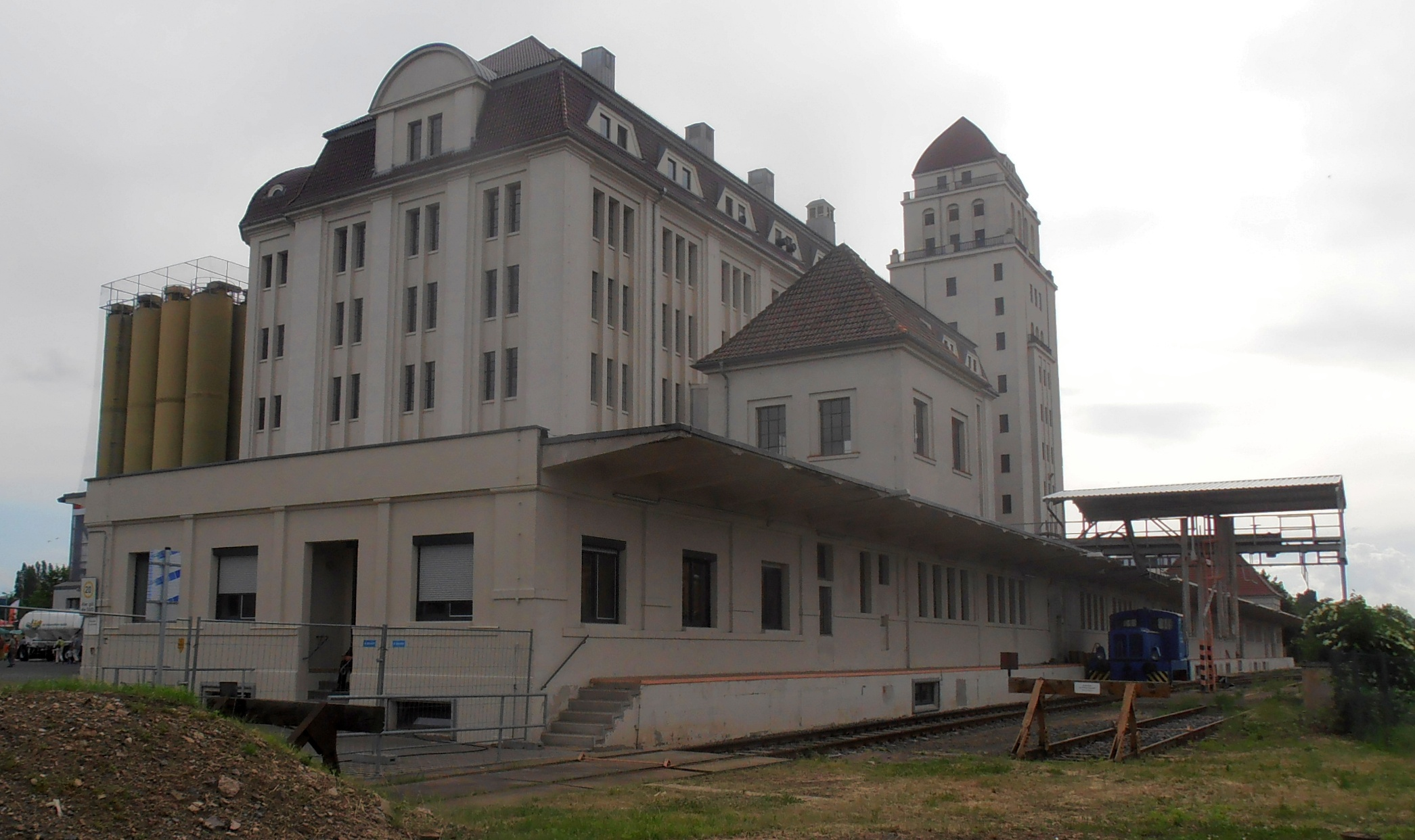
Dresdener Mühle

2012 wurden 125.000 Tonnen Getreide vermahlen. Der Ausstoß betrug bis zu 340 Tonnen Weizen- oder Roggenmehl täglich, welche in 62 Silos gelagert werden können. Die Dresdener Mühlen KG beschäftigt 55 Mitarbeiter.